# Biệt Công Bội Tinh (Việt Nam Cộng hòa)
Biệt Công Bội Tinh Việt Nam Cộng Hòa là một huy chương của Việt Nam Cộng hòa được phát hành từ những năm 1950 đến 1974. Huy chương này được trao tặng cho quân nhân nào có công với Nhà nước Việt Nam Cộng hòa. Biệt Công Bội Tinh cũng được trao cho các thành viên của quân đội nước ngoài và thường xuyên được trao cho các thành viên của Lực lượng Vũ trang Hoa Kỳ trong những năm Chiến tranh Việt Nam.
Quân đội Hoa Kỳ coi Biệt Công Bội Tinh tương đương với Huân chương Sao đồng. Khi được trao cho nhân viên Hoa Kỳ, huy chương được gắn trên quân phục Hoa Kỳ nhưng lại xếp sau tất cả các huân chương quân sự khác của họ.
Năm 1975, khi Sài Gòn thất thủ, Quân lực Việt Nam Cộng hòa không còn tồn tại và Biệt Công Bội Tinh cũng bị xóa sổ. Ngày nay, nó chỉ có sẵn bằng cách mua thông qua các đại lý mua bán cấp hiệu quân đội cũ.